# イブン・ナディーム
イブン・ナディーム（ابن النديم, Ibn al-Nadīm, イブン・アン＝ナディーム：932年ごろ-990年11月12日）は、10世紀バグダードの書籍商である。当時のバグダードにあったすべての書籍の目録『フィフリスト』(Kitāb al-Fihrist）を著した。本来は「ナディーム」と呼ぶべきであるが、伝統的に「イブン・ナディーム」と誤って呼ばれてきた（#名前）。イブン・ナディームは『フィフリスト』の端々に、書籍の簡単な紹介と共に自己の見解を述べることがあり、彼の宗教観や交友関係などとともに当時のバグダードを中心としたイスラーム世界の知的情況を知る手がかりとなっている（#人物像）。

## 著作

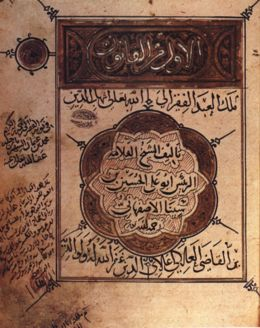
『フィフリスト』の写本の1ページ。

イブン・ナディームが著した『フィフリスト』(Kitāb al-Fihrist）は、10世紀当時のバグダードにあったほとんどすべての書籍の目録である。イブン・ナディームは『フィフリスト』において、3500人以上の人物に言及し、約6600点の書籍について言及した。ただしその6600点の中には、題名を記載しただけのものも含む。
『フィフリスト』にリストアップされている書籍は、啓典書類や文法学、ハディース、カラームといったイスラーム諸学の本が中心であるが、プラトンやアリストテレスなど古代ギリシア人の著作のほか、のちに『千一夜物語』としてまとめられる物語群もある。イスラーム化以前のペルシアのパフラヴィー語で書かれた文献や、グノーシス主義に関連する文献の記録は文献自体が散逸しているため、きわめて貴重な記録である。
イブン・ナディームは『フィフリスト』の端々に、書籍の簡単な紹介と共に自己の見解を述べることがあり、当時のイスラーム世界の知識人が有していたシーア派的センチメントや交友関係、学問状況を推し量る根拠を提供している。10世紀までのイスラーム世界の学問の状況が比較的詳細にわかっているのは、イブン・ナディームの『フィフリスト』があるためである。

## 名前
『フィフリスト』の著者の名前について、本人と父親のイスムは「ムハンマド・ブン・イスハーク」、クンヤは「アブル・ファラジュ」、ニスバは「バグダーディー」（バグダード生まれ）、また、父イスハークのクンヤは「アブー・ヤアクーブ」である。ここまでの情報に関して特に異説はない。しかしながら、写本によって伝わっている「ワッラーク」（書籍商）という職業名（nomen professionis, 職業に基づく呼び名）と、「ナディーム」（呑み友達）という通り名（シュフラ）が、父子のどちらを形容しているのか、という点に関して何通りかの解釈が可能であり、従来、議論されてきた。
『フィフリスト』の著者について言及した前近代の文献のほとんどすべては、「ナディーム」は父イスハークの通り名であると解釈した。息子のムハンマドを「イブン・ナディーム」と呼ぶのは、この解釈に基づく。21世紀現在では、息子ムハンマドこそが「ナディーム」であり、さらに、父子のどちらもが「ワッラーク」であったとするのが通説である。つまり、『フィフリスト』の著者は、少なくとも父親の代から続いてバグダードにおいて大きな書店を営んでいた人物であると推定されている。こうした通説の変遷に鑑みて、『フィフリスト』の著者が "al-Nadīm"（カタカナ表記は「ナディーム」、「アン＝ナディーム」など）と呼ばれる場合がある（例えば矢島(1977)など）。
なお、日本語で書かれる文献に限られる問題であるが、Ibn al-Nadīm のカナ表記には、アラビア語の発音規則を反映させるか否か、分かち書きをするか否か、定冠詞を省略するか否かなどの転写方法に対する考え方の違いによって、イブン・アル・ナディーム、イブン・アン・ナディーム、イブン・アン＝ナディーム、イブヌ＝ン＝ナディーム、イブヌン・ナディーム、イブン・ナディームなどの表記ゆれがある。

## 人物像

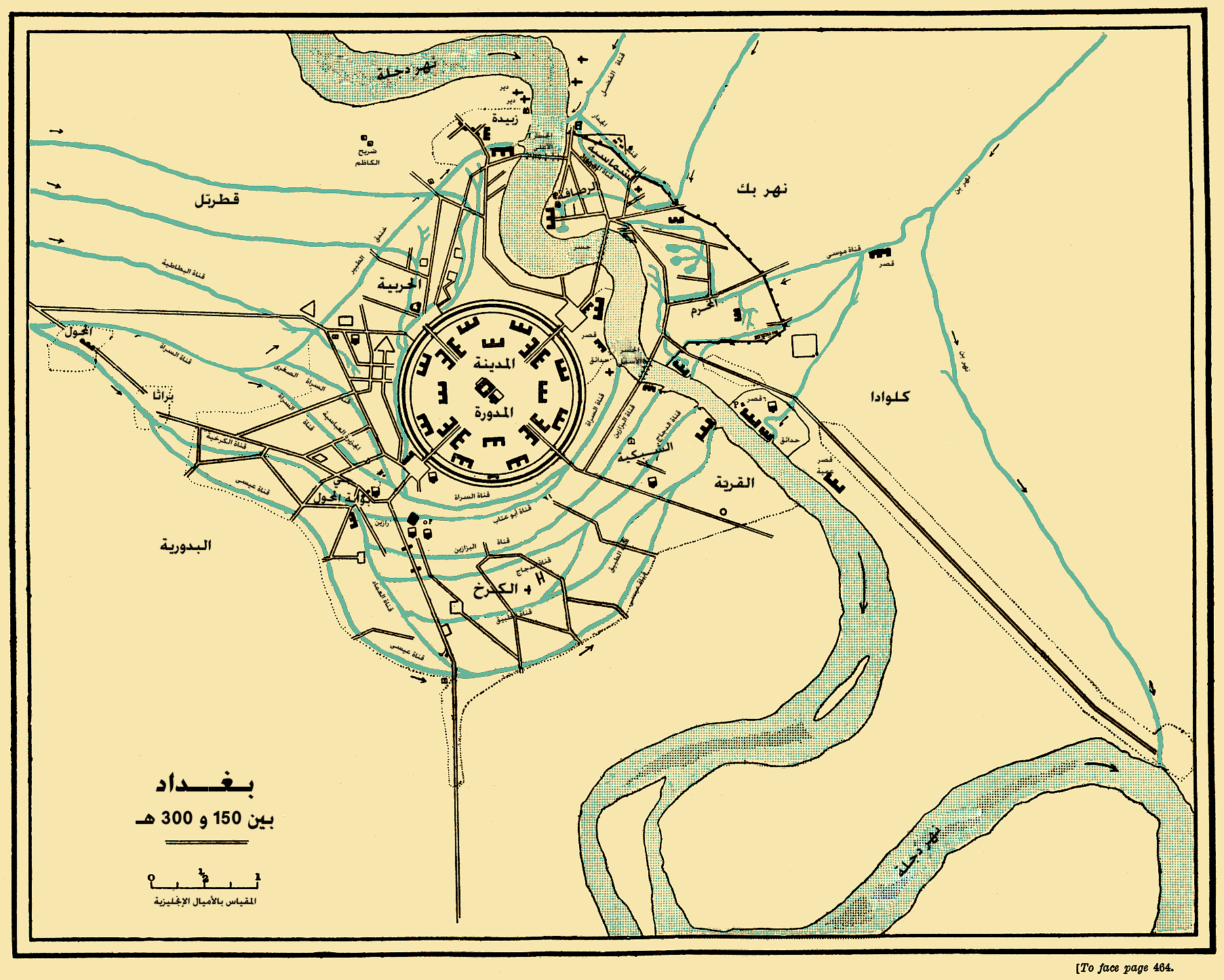
8世紀から10世紀のバグダード。住民は、円城の外側に、宗教や出身地による社会集団ごとにまとまって住んでいた。

『フィフリスト』の著者「イブン・ナディーム」こと、ムハンマド・ブン・イスハークについてわかっていることは、多くない。ほとんどすべての情報源は『フィフリスト』そのものである。『フィフリスト』の序文の記載によると、ヒジュラ暦320年頃バグダードに生まれたとされる。ヒジュラ暦320年は西暦にすると932年前後であり、8世紀から始まるアッバース朝の文化尊信政策が実を結び、バグダードにおける出版文化が爛熟した時期に相当する。また、ヒジュラ暦380年シャアバーン月20日の水曜日に亡くなったとされるため、西暦990年11月12日が没年月日である。
『フィフリスト』の序文によると脱稿は西暦988年であるが、このときイブン・ナディームは「Dār al-Rūm にいる」と書いている。Dār al-Rūm は字義通りには「ローマ人の地」を意味し、（アナトリア半島などの）ビザンツ帝国領内を意味する場合もあるため、フリューゲル(1871)はそのように解釈して、イブン・ナディームは西暦988年に小アジアにいたのかもしれないとした。この説は、イタリアの東洋学者カルロ・アルフォンソ・ナッリーノなどに引用されたこともあるが、1899年には反論が提示されて、現在の通説においては「バグダードのキリスト教徒居住区にて脱稿した」という意味に解釈されている。
また、イブン・ナディームの出自が、民族的にはペルシア人であったとする説は、確証こそないものの根強い。『フィフリスト』はアラビア語で書かれた本であるが、題名に採用されている「フィフリスト」という言葉はペルシア語であり（「一覧」という意味）、アラビア語の本のタイトルに採用するのは珍しいというのがその根拠の一つである。また、『フィフリスト』内には先イスラーム時代のペルシア文化に対する正確な知識が投入されており、これもまたそのような推測を支える根拠のひとつとなっている。
また、イブン・ナディームは、イマームの権威を認めるシーア派、それも十二イマーム派の信徒であったとも推定されている。とはいえ、イマームへの崇敬の念やシーア派へのシンパシーは、当時のバグダードの知識人の間では珍しいものではなかったという指摘もある。さらに彼は、合理主義的なムゥタズィラ派神学についても深い知識を有しており、非常に幅広い視野を持った寛容な知識人であった。
イブン・ナディームの深い教養は、学術文化が高度に発達した10世紀のバグダード社会を背景にしていた。イブン・ナディームの書店は、多くの学者、詩人、文化人の出合いの場所だったようである。イブン・ナディームは、自分の書店で交流し、直接、教えを受けた人の名前として、次のような名前を挙げている。
- イスラーム神学者で文法学者のアブー・サイード・スィーラーフィー（アラビア語版）(978-9年没, SIRĀFI, ABU SAʿID ḤASAN b. ʿAbd-Allāh b. Marzobān)、ニスバに見えるマルズバーンはサーサーン朝の地方太守を表す称号である。
- 詩人のアリー・ブン・ハールーン・ブン・ムナッジム(963年没)、ムナッジム家（英語版）はサーサーン朝王家の末裔で9, 10世紀、アッバース朝に婚姻を通じて深く関与した名門である。
- キリスト教徒（シリア正教会）の哲学者ヤフヤー・ブン・アディー
- 文学史家アブー・ウバイドゥッラー・マルズバーニー、ニスバに見えるマルズバーンはサーサーン朝の地方太守を表す称号である。
- 哲学者のアブー・スライマーン・ムハンマド・ブン・ターヒル・ブン・バハラーム・マンティーキー・シジスターニー

イブン・ナディームは、マンティーキーを「先生」と呼ぶため師弟関係にあったことが推定される。イブン・ハンマール（ハサン・ブン・スワール）は、シリア語の哲学書をアラビア語に翻訳した翻訳者・論理学者であるが、キリスト教徒であった。また、その家によく出入りしていた友人のイーサーの父親はアッバース朝の宰相であり、ギリシア、ペルシア、インドの学問をよく知る人物であった。このように、イブン・ナディームの交流関係は、主流派であるスンナ派ではない人々をとの交流を多く含んでいた。

## ナディーム
アラビア語の「ナディーム」（nadīm）は「呑み仲間」や「呑み友達」を意味する言葉である。「御伽衆」と訳す例もある。アラブには先イスラーム時代から君主や有力者の周りに詩人が集い、カスィーダを捧げて酒宴を開く文化があったが、特にアッバース朝においては多数の文化人がカリフの「ナディーム」として宮廷に侍った。そのようなナディームの代表格の一人、アブー・ヌワースは、史実であるか否かはともかく、ハールーン・ラシードのナディームとして千一夜物語などの民話に語り継がれている。
宮廷音楽家イスハーク・ブン・イブラーヒーム・ナディーム・マウスィリーもハールーンに仕えたナディームの一人である。かなり古い研究になるが、『フィフリスト』を始めて西ヨーロッパ世界に翻訳紹介したドイツの東洋学者グスタフ・フリューゲルは、「イブン・ナディーム」というナサブが、このナディーム・マウスィリーと何か関係があるかもしれないと書いた（1871年出版のドイツ語翻訳の序文）。しかしながら、この説は根拠が薄い。
「ナディーム」と呼ばれていたのが『フィフリスト』の著者ムハンマド、その人であるという説を取った場合、ムハンマドは、誰の、あるいは、何家のナディームであったのかという疑問が生じる。この点に関しては過去にいくつかの議論がある。『イラン百科事典』は、アッバース朝カリフ・ジャアファル・ムクタディル・ビッラーヒの宰相、アリー・ブン・イーサー・ブン・ダーウード・ブヌル・ジャッラーフの息子である論理学者のイーサーか、もしくは、モスルを中心にジャズィーラを支配したナースィルッダウラ・ハムダーニー、どちらかのナディームだったという2説を紹介している。イブン・ナディームは時折、ナースィルッダウラの邸宅に呼ばれて滞在している。